# Uromyces montanoae
Uromyces montanoae ist eine Ständerpilzart aus der Ordnung der Rostpilze (Pucciniales). Der Pilz ist ein Endoparasit der Korbblütlergattung Montanoa. Symptome des Befalls durch die Art sind Rostflecken und Pusteln auf den Blattoberflächen der Wirtspflanzen. Sie ist in Mittelamerika verbreitet.

## Merkmale

### Makroskopische Merkmale
Uromyces montanoae ist mit bloßem Auge nur anhand der auf der Oberfläche des Wirtes hervortretenden Sporenlager zu erkennen. Sie wachsen in Nestern, die als gelbliche bis braune Flecken und Pusteln auf den Blattoberflächen erscheinen.

### Mikroskopische Merkmale
Das Myzel von Uromyces montanoae wächst wie bei allen Uromyces-Arten interzellulär und bildet Saugfäden, die in das Speichergewebe des Wirtes wachsen. Ihre Spermogonien wachsen oberseitig in dichten Gruppen auf der Oberfläche der Wirtsblätter. Die ihnen gegenüber wachsenden Aecien der Art sind zimtbraun. Die blattunterseitig wachsenden Uredien des Pilzes sind zimtbraun. Die ebenfalls zimtbraunen Uredosporen sind 24–27 × 22–26 µm groß, dreieckig eiförmig bis breitellipsoid und stachelwarzig. Die blattunterseitig wachsenden Telien der Art sind zimtbraun, kompakt und unbedeckt. Die gold- bis hell zimtbraunen Teliosporen sind einzellig, in der Regel eiförmig, glatt und meist 32–42 × 18–22 µm groß. Ihre Stiele sind fast farblos und bis zu 50 µm lang.

## Verbreitung
Das bekannte Verbreitungsgebiet von Uromyces montanoae reicht von Costa Rica bis Guatemala.

## Ökologie
Die Wirtspflanzen von Uromyces montanoae sind Montanoa dumicola, M. hibiscifolia und M. pittieri. Der Pilz ernährt sich von den im Speichergewebe der Pflanzen vorhandenen Nährstoffen, seine Sporenlager brechen später durch die Blattoberfläche und setzen Sporen frei. Die Art durchläuft einen makrozyklischen Entwicklungszyklus mit Spermogonien, Aecien, Telien und Uredien. Als autoöker Parasit macht sie keinen Wirtswechsel durch.